# Västerviks stad
Denna artikel handlar om den tidigare kommunen Västerviks stad. För orten se Västervik, för dagens kommun, se Västerviks kommun.
Västerviks stad var en stad och kommun i Kalmar län.

## Administrativ historik
Västervik låg ursprungligen längst in i Gamlebyviken. Redan 1275 omtalades Västervik som stad. År 1433 beordrade Erik av Pommern, som då var Sveriges konung, borgarna i Västervik att slå sig ner närmare havet, där Västervik nu ligger, i skydd av Stegeholms slott. Orten kallades sedan Gamla Västervik, senare Gamleby och skrivs 1456 Gamblaby, Gamleby. 
Staden blev en egen kommun, enligt Förordning om kommunalstyrelse i stad (SFS 1862:14) den 1 januari 1863, då Sveriges kommunsystem infördes. Staden inkorporerade 1 januari 1967 Gladhammars landskommun och ombildades 1 januari 1971 till Västerviks kommun.

### Judiciell tillhörighet
Västerviks stad hade fram till 1 januari 1960 en egen jurisdiktion och rådhusrätt för att därefter ingå i Tjusts domsaga och dess tingslag fram till den 1 januari 1969, då Tjusts domsaga tillsammans med del av Sevede och Tunaläns domsaga bildade Västerviks domsaga.

### Kyrklig tillhörighet

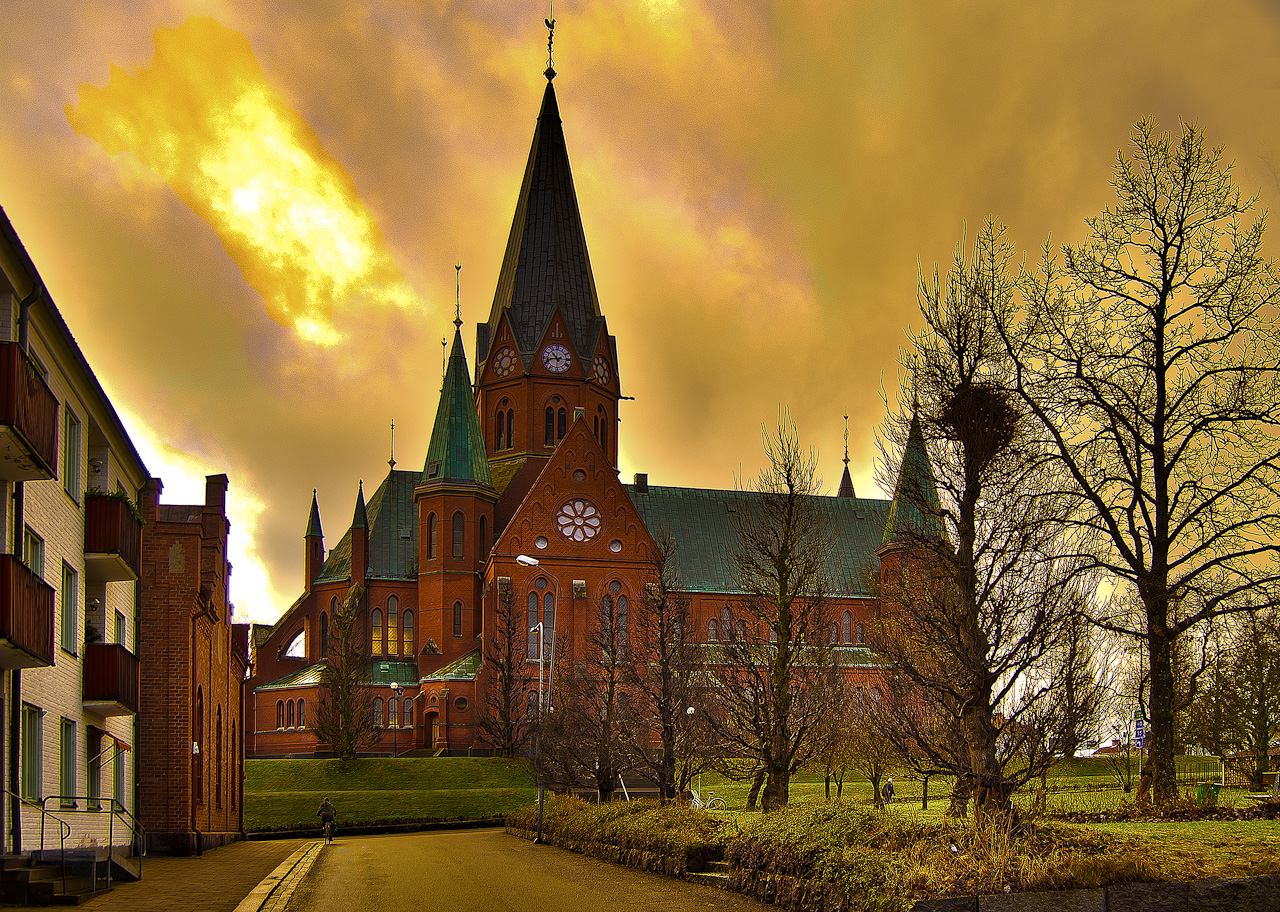
Sankt Petri kyrka, invigd 1905.

I kyrkligt hänseende hörde staden före 1967 till Västerviks församling.

### Sockenkod
För registrerade fornfynd med mera så återfinns staden inom ett område definierat av sockenkod 0884 som motsvarar den omfattning staden hade kring 1950.

## Stadsvapnet
Blasonering: I blå sköld ett enmastat skepp av guld.
Vapnet fastställdes 1931. Sedan 1500-talet hade staden Västervik ett skepp i sitt sigill. När man på 1930-talet ville få ett vapen fastställt så föreslog Riksheraldikerämbetet ett enmastat sådant, vilket det också blev. Efter kommunbildningen övertog kommunen vapnet och registrerade det 1974. 

## Geografi
Västerviks stad omfattade den 1 januari 1952 en areal av 26,36 km², varav 25,04 km² land.

### Tätorter i staden 1960
| Tätort    | Folkmängd |
| --------- | --------- |
| Västervik | 17 752    |
| Jenny     | 280       |

Tätortsgraden i staden var den 1 november 1960 99,1 procent.

## Näringsliv

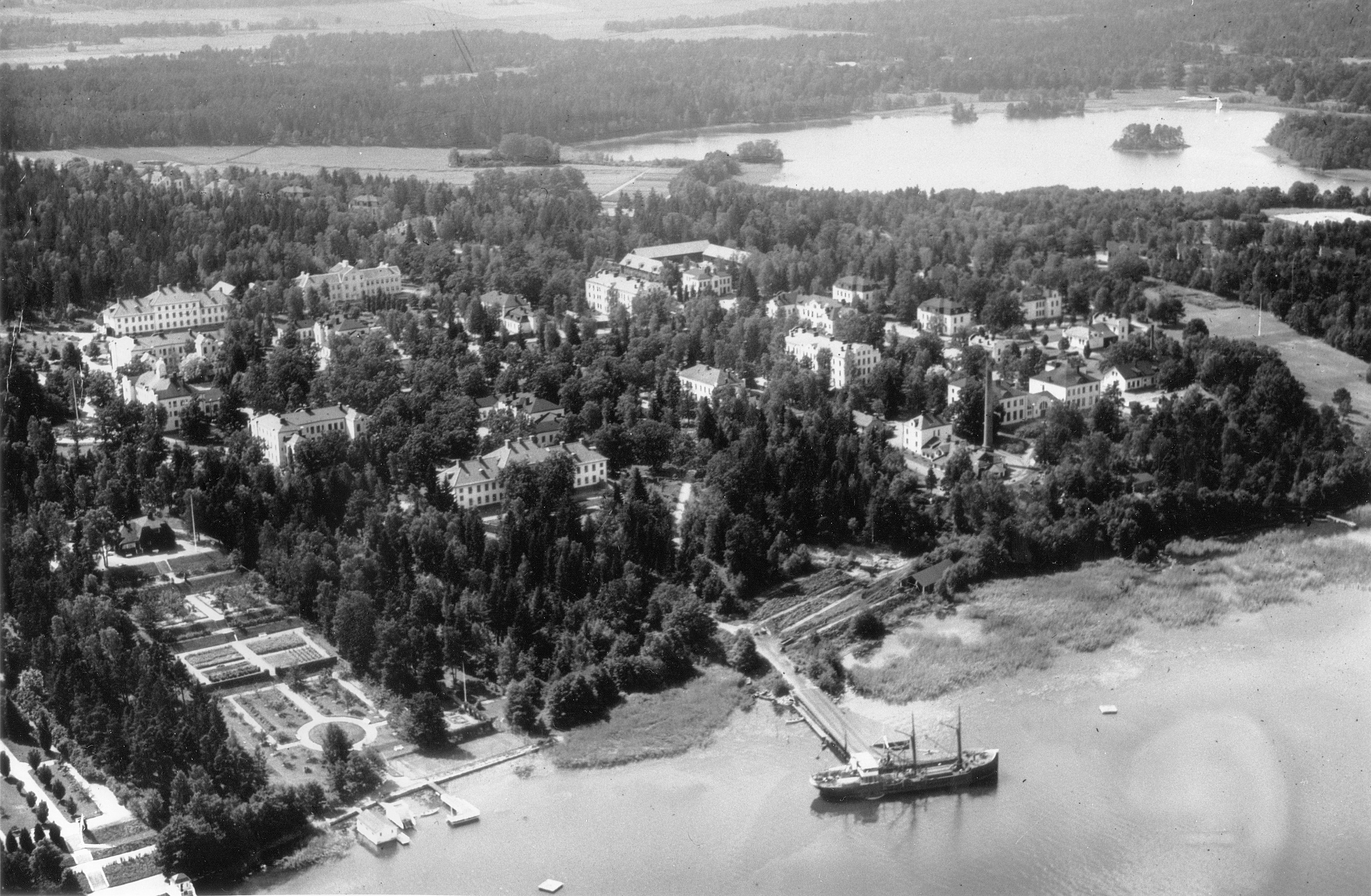
Flygfotografi över Sankta Gertruds sjukhus, invigt 1912.

Vid folkräkningen den 31 december 1950 var huvudnäringen för stadens befolkning uppdelad på följande sätt:
- 52,8 procent av befolkningen levde av industri och hantverk
- 15,9 procent av offentliga tjänster m.m.
- 15,3 procent av handel
- 9,4 procent av samfärdsel
- 2,9 procent av jordbruk med binäringar
- 1,6 procent av husligt arbete
- 0,0 procent av gruvbrytning
- 2,2 procent av ospecificerad verksamhet.

Av den förvärvsarbetande befolkningen jobbade bland annat 14,0 procent med varuhandel, 12,4 procent i metallindustrin, 11,3 procent med hälso- och sjukvård samt personlig hygien, 8,8 procent med byggnadsverksamhet, 8,7 procent med samfärdsel, 8,4 procent med jord- och stenindustri samt 6,1 procent med kemisk-teknisk industri. 1,5 procent av stadens förvärvsarbetare hade sin arbetsplats utanför kommunen.

## Politik

### Mandatfördelning i valen 1919–1966
| 10 | 4 | 8 | 10 |

| 30 |

| 7 | 5 | 9 | 11 |

| 30 |

| 3 | 7 | 6 | 16 |

| 30 |

| 4 | 7 | 2 | 6 | 13 |

| 30 |

| 8 |  | 2 | 6 | 15 |

| 31 |

| 5 | 9 |  | 4 | 13 |

| 32 |

|  | 17 | 3 | 11 |

| 29 |

|  | 17 | 2 | 12 |

| 29 |

| 4 | 16 | 3 | 9 |

| 29 |

| 2 | 20 | 8 | 10 |

| 35 |

| 2 | 20 | 7 | 11 |

| 36 |

| 2 | 22 |  | 4 | 11 |

| 36 |

| 2 | 23 | 2 | 5 | 8 |

| 36 |

| 4 | 18 | 4 | 5 |  | 8 |

| 35 |